# Menno Oudeman
Menno Oudeman (1969) is een Nederlands triatleet uit Nijmegen. 
In 1999 finishte Menno in de triatlon van Almere als tweede Nederlander en derde overall. Voor hem eindigde Jan van der Marel en Petr Vabroušek. Zijn fietstijd van 4:24.24 was die dag de snelste en tevens parcoursrecord. 

## Belangrijkste prestaties

### triatlon
- 1991:  Triatlon van Veenendaal - 1:56.29
- 1998:  triatlon op de middenafstand in Nieuwkoop - 3:48.xx
- 1999:  NK +  EK lange afstand in Almere 8:05.44
- 1999: 15e WK lange afstand in Säter - 5:58.41
- 2000:  Ironman South Africa - 8:56.05